# Самарський сільський округ (Абайський район)
Сама́рський сільський округ (каз. Самар ауылдық округі, рос. Самарский сельский округ) — адміністративна одиниця у складі Абайського району Карагандинської області Казахстану. Адміністративний центр — село Самарка.
Населення — 933 особи (2021; 1205 у 2009, 1929 у 1999, 3383 у 1989).
Станом на 1989 рік існували Ізумрудненська селищна рада (смт Ізумрудний) та Самарська сільська рада (села Бородіновка, Огороди, Озерне, Пруди, Самарка).

## Склад
До складу округу входять такі населені пункти:
| Населений пункт   | Населення, осіб (1989) | Населення, осіб (1999) | Населення, осіб (2009) | Населення, осіб (2021) |
| ----------------- | ---------------------- | ---------------------- | ---------------------- | ---------------------- |
| Бородіновка, село | 448                    | 197                    | 45                     | 15                     |
| Ізумрудне, село   | 1240                   | 457                    | 64                     | 27                     |
| Огороди, село     | 127                    | 127                    | 86                     | 30                     |
| Озерне, село      | 88                     | -                      | -                      | -                      |
| Пруди, село       | 146                    | 92                     | 42                     | 19                     |
| Самарка, село     | 1334                   | 1056                   | 968                    | 842                    |